# Избегличка криза у Турској
Турска мигрантска криза, понекад називана и избегличком кризом у Турској, била је период током 2010-их који је карактерисао велики број људи који су мигрирали у Турску. Турска је примала највећи број регистрованих избеглица од било које земље или територије сваке године од 2014. до 2019. године и имала је највећу популацију избеглица на свету према подацима Високог комесаријата Уједињених нација за избеглице (УНХЦР). Већина су биле избеглице из Сиријског грађанског рата, којих је било 3,6 милиона у јуну 2020. године. У 2018. години, УНХЦР је известио да је Турска примила 63,4% свих „регистрованих сиријских избеглица“.
Турска мигрантска криза је део шире европске мигрантске кризе. Дана 20. марта 2016. године, споразум између ЕУ и Турске о решавању мигрантске кризе формално је ступио на снагу, а циљ му је био да ограничи прилив илегалних миграната који улазе у ЕУ преко Турске. У децембру 2020. године, уговор је истекао и ЕУ га је продужила до 2022. године, дајући Турској додатних 485 милиона евра. Мигрантска криза је имала значајан утицај на односе Турске са ЕУ.
Као одговор на кризу, Турска је усвојила Закон о странцима и међународној заштити и Привременој заштити, успоставила је баријеру Сирија-Турска и баријеру Иран-Турска како би се зауставило кријумчарење и побољшала безбедност и преговарала о прекидима ватре у Сирији како би се успоставиле безбедне зоне за цивиле.

## Велики токови избеглица
Имиграција у Турску има историјске корене у распаду Османског царства. Почев од краја 18. века до краја 20. века, процењује се да је око 10 милиона османских муслиманских грађана, Мухаџира и њихових потомака рођених након почетка распада Османског царства, емигрирало у Тракију и Анадолију. Турска је поново постала земља имиграције почев од 1980-их када су кризе широм Блиског истока довеле до таласа за таласом избеглица које су тражиле сигурно уточиште.
Најважнији фактори који покрећу имиграцију у Турску су оружани сукоби, етничка нетолеранција, верски фундаментализам и политичке тензије. Велики прилив избеглица дошао је из Ирака од 1980-их.

### Прилив из иранско-ирачког рата
Највећа група избеглица били су Иранци, све до сиријског грађанског рата. Први прилив били су Иранци који су бежали од Иранске револуције 1980. године; иранско-ирачки рат је почео 22. септембра исте године. И револуција и рат су довели укупно 1,5 милиона Иранаца у Турску између 1980. и 1991. године. Ове избеглице нису биле признате као тражиоци азила према одредбама Женевске конвенције, јер су улазиле и боравиле као туристи; што их је чинило иранском дијаспором. Бахаи вера је имала око 350.000 верника у Ирану. Према речима специјалног представника УН, од 1979. године, многи Бахаји су илегално напустили Иран због прогона који је санкционисала држава. Често одлазе у Турску и покушавају да наставе на Запад.
Током истог периода, 51.542 Ирачана (Ирачана у Турској) постали су избеглице у Турској. Иранско-ирачки рат и курдска побуна 1983. године изазвали су први велики прилив избеглица из региона.
Amnesty International и UNHCR тврдили су да Турска не поштује људска права иранских избеглица и вршили су притисак на Турску да то учини.

### Прилив из Заливског рата
Око 450.000 Курда живело је на граници Ирака и Турске када је усвојена Резолуција 688 Савета безбедности УН, чиме је отворен пут за операцију „Северна стража“, наследницу операције „Обезбеди удобност“. Била је то Комбинована оперативна група задужена за спровођење сопствене зоне забране лета изнад 36. паралеле у Ираку, након прилива избеглица у Турску.
Током Заливског рата, најмање милион људи (скоро 30% становништва) побегло је у Иран, Турску и Пакистан.

### Прилив из рата у Авганистану
Број избеглица се значајно повећао у наредним годинама рата у Авганистану, посебно када је реч о Авганистанцима и Ирачанима. Од јануара 2010. године, у земљи је остало 25.580 избеглица и тражилаца азила. Од њих, 5090 Иранаца, 8940 Ирачана, 3850 Авганистанаца и 2700 „осталих“ (укључујући Сомалијце, Узбеке, Палестинце и друге). Од јануара 2011. године, 8710 Иранаца, 9560 Авганистанаца, 7860 осталих. Од јануара 2012. године, 7890 (Иранаца, Авганистанаца и осталих).

### Прилив из сиријског грађанског рата
Избеглице сиријског грађанског рата у Турској су сиријске избеглице које беже од сиријског грађанског рата. Турска је домаћин преко 3,6 милиона (број из 2019. године) регистрованих избеглица и пружа помоћ избеглицама која достиже 30 милијарди долара (укупно између 2011. и 2018. године).

### Прилив из руско-украјинског рата
Дана 24. фебруара 2022. године, Русија је извршила инвазију на Украјину. До 3. марта, Турска је објавила да је 20.000 украјинских избеглица ушло у Турску од почетка инвазије. Министар унутрашњих послова Сулејман Сојлу рекао је да је Турска срећна што их може дочекати. До 8. марта, званични подаци су проценили број украјинских избеглица у земљи на 20.550, од којих је 551 кримскотатарског или мескхетинског турског порекла. Украјинска победница Песме Евровизије 2016. године, Џамала, која је кримскотатарског порекла, такође је потражила уточиште у Турској. До 23. марта, број украјинских избеглица је порастао на преко 58.000. Инвазија је такође довела до тога да се најмање 142.488 Руса преселило у Турску, закључно са 30. јуном 2023. године, како је објављено у часопису The Nordic Monitor.

## Услови
Турска није основала „класичне“ избегличке кампове и није их тако именовала све до 2018. године. Њима је управљало Председништво за управљање катастрофама и ванредним ситуацијама (организација типа ФЕМА) дуж својих граница. Турска је такође основала „центре за привремени смештај“, као што је смештајни центар Онџупинар. Сиријци који живе ван привремених смештајних центара живе поред турских заједница, што ствара краткорочне и средњорочне могућности за хармонизацију и формирање економских доприноса. Влада Турске им даје дозволу да се населе у Адани, Афјонкарахисару, Агри, Аксарају, Амасији, Билечику, Бурдуру, Чанкирију, Ћоруму, Ескишехиру, Газиантепу, Хаккари, Хатају, Испарти, Кахраманмарамону, Каиркамону, Каискари, Каискару. Киршехир, Коња, Кутахја, Мерсин, Невшехир, Нигде, Сивас, Ширнак, Токат, Ван и Јозгат као и Истанбул. Избеглице из Сомалије су се населиле у Коњи; Иранци у Кајсерију, Коњи, Испарти и Вану; избеглице из Ирака у Истанбулу, Цоруму, Амасији, Сивасу; и избеглице из Авганистана у Ван и Агри.

### Праћење присуства миграната
Генерални директорат за управљање миграцијама (DGMM) фокусира се на трендове мобилности, профиле миграната и хитне потребе миграната. Генерисани подаци омогућавају организацијама и влади да планирају своје краткорочне и дугорочне програме и политике везане за миграције.

### Утицај на земљу домаћина
У поређењу са међународним режимом за избеглице (видети Закон о избеглицама), Турска има другачији приступ, назван „приступ оријентисан на морал“, уместо приступа усмереног на безбедност према сиријским избеглицама. Турска има високе трошкове везане за бригу о избеглицама (смештај, запошљавање, образовање и здравство), укључујући медицинске трошкове, уз минималну подршку других земаља.
Избеглице узрокују повећање цена хране и цена некретнина/кирије. Избеглице са ниским плаћама такође повећавају стопу незапослености у јужној Турској.
Цене су порасле у критичним областима као што су храна и превоз, што је погодило и избеглице и разне заједнице са турским грађанима широм Турске. Многе породице широм Турске морале су да смање потрошњу хране или су се морале одлучити за горе животне услове него што су раније имале.

## Утицај на безбедност
Како се мигрантска криза развијала на најсложенијој геостратешкој позицији на свету, ситуација је обухватала текуће активне, посредничке или хлађење ратова, јер је Турска делила границе са Ираком (инвазија предвођена САД 2003. године, рат у Ираку (2003–2011) и ирачка побуна (2003–2011)), Ираном (посреднички сукоб између Ирана и Израела), Сиријом (сиријски грађански рат), Грузијом (руско-грузијски рат), Азербејџаном (сукоб у Нагорно-Карабаху), Грчком и Бугарском. У складу са ескалацијом нестабилности у региону, Турска се директно придружила борби против Исламске државе Ирак и Левант (сукоб Турске и ИСИЛ-а) у августу 2016. године. Динамика сиријског грађанског рата прелила се на турску територију (ракетни напади ИСИЛ-а на Турску (2016)). ИСИС је извршио низ (бомбардовање у Рејханлију 2013. године, бомбардовање у Суручу 2015. године, бомбардовање у Истанбулу у марту 2016. године) напада на турске цивиле користећи бомбаше самоубице. Најсмртоноснији тероризам у турској историји, од 2019. године, напад ИСИС-а (бомбардовани напади у Анкари 2015. године) на мировни скуп.

### Сиријско-турска и иранско-турска баријера
Граница између Сиријске Арапске Републике и Републике Турске дугачка је око 822 километра. Сиријско-турска баријера је гранични зид и ограда у изградњи дуж сиријско-турске границе са циљем спречавања илегалних прелазака и кријумчарења.
Иранско-турска баријера, завршена у пролеће 2019. године, на турско-иранској граници има за циљ спречавање илегалних прелазака и кријумчарења преко границе. Покриваће 144 километра веома високе планинске границе од 499 километара са природним баријерама.

### Кријумчарење миграната
У региону Црног мора, земље су и извори и одредишта за избеглице. За одредиште Турску, Молдавија, Украјина, Руска Федерација, Киргистан и Узбекистан су мете трговине људима (миграција бродовима, оператери бродова су кријумчари). Пет највећих земаља одредишта у региону између 2000. и 2007. године биле су Русија (1.860), Турска (1.157), Молдавија (696), Албанија (348) и Србија (233).
Репресивне мере турске полиције довеле су до укидања мреже која је углавном помагала држављанима Авганистана, Ирака и Сирије да пређу у европске земље.

### Избеглице и преливање
У Турској је јавно мњење о интервенцији повезано са њиховим свакодневним сусретом са избеглицама. Код турског народа, истицање негативних сила које ствара смештај избеглица, укључујући њихову везу са милитантима, повећава подршку интервенцији. Турски народ који живи на граници не подржава интервенцију. Турска не поставља избегличке кампове на граници; они су распоређени широм Турске.

## Одговор на избегличку кризу

### Закон о странцима и међународној заштити и привременој заштити
Влада Турске је препознала да традиционалне законе о имиграцији треба организовати и ажурирати у новим околностима, усвајајући први домаћи закон о азилу, који је раније био обухваћен секундарним законодавством као што су административни циркулари.
Правила и прописи о пружању заштите и помоћи Сиријцима утврђени су „Законом о странцима и међународној заштити и Уредбом о привременој заштити“. Он пружа правну основу за њихов „статус избеглице“ и успостављање привремене заштите за Сиријце и међународне заштите за подносиоце захтева и избеглице других националности. Основа било какве/све помоћи избеглицама, укључујући приступ здравственим и образовним услугама, као и приступ легалном запослењу, дефинисана је овим законом. Наводи се да странци и други са међународном заштитом неће бити враћени на места где ће бити мучени, трпети нехумано поступање или кажњавање које је понижавајуће, или где ће бити претње због расе, религије или припадности групи. Такође је основана агенција у оквиру турског Министарства правде за међународну заштиту, која такође спроводи сродне прописе. Истражни орган је основан за испитивање бракова између турских држављана и странаца због „основаних сумњи“ на превару. Људи којима се издају непрекидне дозволе боравка и бораве у Турској осам година моћи ће да добију неограничене дозволе боравка.
Од 16. марта 2018. године дошло је до измене закона; након усвајања закона, у провинцијама дуж сиријске границе успостављено је 21 званични „Центар за привремену заштиту“ (ЦПЗ), а Генерална дирекција за управљање миграцијама Турске (ДГММ), у оквиру Министарства унутрашњих послова, преузела је одговорност за ЦПЗ од Председништва за управљање катастрофама и ванредним ситуацијама.

## Миграциона дипломатија
Међународне миграције су важна област у развоју спољне политике.
У фебруару 2016. године, Ердоган је запретио да ће милионе избеглица из Турске послати у државе чланице ЕУ, рекавши: „Можемо отворити врата Грчкој и Бугарској у било ком тренутку и можемо укрцати избеглице у аутобусе... Па како ћете се носити са избеглицама ако не постигнете договор? Убијте избеглице?“

### Приступање ЕУ
Миграција је део приступања Турске Европској унији. Кипар је 16. марта 2016. године постао препрека споразуму између ЕУ и Турске о мигрантској кризи. ЕУ је повезала напредак у кандидатури за чланство са решавањем вишедеценијског спора око Кипра, додатно компликујући напоре да се добије помоћ Анкаре у решавању европске мигрантске кризе.

### Заједнички акциони план ЕУ и Турске за 2015. годину
Године 2012, владе Турске и Грчке су се сложиле да сарађују како би спровеле контролу граница. Као одговор на сиријску кризу, Грчка је 2012. године изградила бодљикаву ограду дуж своје кратке копнене границе са Турском.

### „Безбедна земља“ за ЕУ
Грчка је 2019. године наставила депортације као одговор на повећање броја избеглица током летњих месеци.

### „Безбедна зона“ за избеглице
Сиријски мировни процес и деескалација су континуирани напори који почињу још од 2011. године. Повратак избеглица из сиријског грађанског рата представља повратак сиријских избеглица на место порекла (Сирија). Турска је промовисала идеју региона деескалације од 2015. године, светске силе су одбиле да помогну у стварању зоне (пример: зона безбедности у Ираку успостављена операцијом „Пружање удобности“) ради заштите цивила.  Што се тиче безбедности избеглица, потребно је постићи напредак пре него што се може планирати било какав значајан повратак. Турска, Русија и Иран су се 2017. године сложили да створе демилитаризацију Идлиба (2018–2019). (Преговори у Астани, март 2017. и мај 2017.: Зоне деескалације) Од 2019. године, зоне деескалације Идлиб и Источна Гута остају небезбедне. Председник Ердоган је изјавио да сиријска зона деескалације Идлиб полако нестаје и да „зона безбедности није ништа више од имена“. Године 2019, Северна сиријска тампон зона, танка трака границе на северу Сирије, биће коришћена као „безбедна зона“. Ово се може користити само ако Турска пронађе начин да премости супротстављене циљеве Русије и Сједињених Америчких Држава. Безбедна зона ће зауставити талас миграција, али ће Турска такође морати да очисти своју границу од бораца Исламске државе и курдске милиције.